# Rien ne va plus (Sandra Reemer)
Rien ne va plus is een single van Sandra Reemer. Rien ne va plus is geschreven door zanger Cees Stolk en muziekproducent Eddy Ouwens, die trouwens niet als producer werd genoemd. De B-kant Take it to the leader was van de hand van Cees Stolk alleen. Het was Sandra’s enige single die uitgegeven werd door Ariola. Zo regelmatig als ze eerst singles uitgaf, zo onregelmatig vond dat plaats vanaf 1982. de opvolger verscheen pas na drie jaar. Het nummer verscheen alleen op single, haar eerste elpee kwam pas in 1987. In de tussentijd richtte Sandra haar aandacht richting televisiewerk.
Rien ne va plus wist noch de Nationale Hitparade en Nederlandse top 40, noch de bijbehorende tipparades te bereiken.
Sandra Reemer

Al di là · Stille nacht, heilige nacht · 'k Zweef aan m'n ballonnetje · Gloria, gloria · Sluimer zacht · Singapura · Hoe leit dit kindeke · Mijn gitaar · Kopi susu · Als jij maar wacht · Een bos rozen · Heimwee · Mijn concert · Teddy song · Jij vergeet · Since you have gone · (I've got) A love like a rainbow · Simon Zealotes · Love me, honey · The party's over · Trust in me · This is your heartbeat · How little we know · Colorado · Nothing's gonna change · It hurts to be in love · America here I come · Indonesia · Get it on · Rien ne va plus · Fly like an angel · Gold · All out of love · Sleep with me tonight · Laughter in the rain · Goodnight, sweetheart, goodnight · Smoke gets in your eyes · La colegiala · For your love · He was the one · Love is cruel · Domenica · The last goodbye · Mensen zoals jij · Kom naar me toe · Alles wat ik wil · Een boom voor het leven · De mooiste droom is vogelvrij
Sandra en Andres

Storybook children · Somethin' in my heart · For the first time in my life · Reach for the moon · Let us pray together · Love is all around · Those words · Que je t'aime · Mary Madonna · Als het om de liefde gaat · Mama mia · Auntie · Aime-moi · Dzjing boem! · True love · You believed · Oh, nous sommes très amoureux
Dutch Divas

Work that body · From New York to L.A.